# Ацианта
Ациа́нта (лат. Aciānthus) — род травянистых растений семейства Орхидные (Orchidaceae), насчитывает девять видов, из которых восемь — эндемики Австралии, а один вид встречается в Новой Зеландии. Прежде род насчитывал больше видов, но сейчас некоторые из них переклассифицированы в другие роды, например, Acianthella

## Название
Научное название рода происходит от греческих слов achis — «острие, указывать» и anthos — «цветок», по форме заостренных чашелистиков у растений.

## Ареал
Ацианты произрастают на юге Австралии и Тасмании, за исключением одного вида Acianthus sinclairii, произрастающего в Новой Зеландии.
Растут небольшими группами на защищённых склонах возле ручьёв и в оврагах. Предпочитают влажные и тенистые места в зарослях кустарника или папоротника.

## Ботаническое описание
Ацианты — наземные многолетние сезонные орхидеи. Образуют плотные куртины. Летом во время сильной жары и сухости находятся в состоянии покоя и активно растут в осенне-зимний период. Цветущие растения можно встретить с февраля по август. Из-за сильной засухи цветки могут не развиться.
Корней нет. Клубни маленькие, шарообразные. Стебель прямой, короткий, неразветвлённый.
Листья одиночные, в форме сердца, лопастные, зачастую фиолетовые по краю у основания, расположены горизонтально к поверхности земли. Держатся один сезон и опадают. Листья всех видов очень похожи, и зачастую трудно различить виды, если на них нет цветков.
Соцветие кистевидное, один или несколько цветков. Конечные кисти несут розоватые или зеленоватые маленькие цветки 3-6 мм в ширину с маленькими лепестками и коротким чашелистиком с длинным шпорцем на конце. Спинной чашелистик образует капюшон над губой. Губа прикреплена к основанию колонки. Внешне цветок напоминает маленького комара.
Опыляется маленькими мушками семейства разноножки, плодовыми комариками и грибными комариками, которые ищут нектар, собирающийся маленькими капельками на губе цветка. В отличие от большинства видов орхидей, нектар производят сами, и только Acianthus exiguus является самоопыляющимся цветком. После опыления капсулы набухают в вертикальном положении, и распространение семян происходит примерно через 8-10 недель.
Природные гибриды встречаются крайне редко. Иногда встречаются гибриды между Acianthus fornicatus и Acianthus exsertus.

## Виды
По информации базы данных The Plant List, род включает 20 видов:
- Acianthus aegeridantennatus N.Hallé
- Acianthus amplexicaulis (F.M.Bailey) Rolfe
- Acianthus atepalus Rchb.f.
- Acianthus bracteatus Rendle
- Acianthus caudatus R.Br.
- Acianthus confusus Guillaumin
- Acianthus corniculatus Rendle
- Acianthus cymbalariifolius F.Muell. & Kraenzl.
- Acianthus elegans Rchb.f.
- Acianthus exsertus R.Br.
- Acianthus fornicatus R.Br.
- Acianthus grandiflorus Schltr.
- Acianthus halleanus Kores
- Acianthus heptadactylus Kraenzl.
- Acianthus ledwardii Rupp
- Acianthus macroglossus Schltr.
- Acianthus oxyglossus Schltr.
- Acianthus sinclairii Hook.f.
- Acianthus tenuilabris Schltr.
- Acianthus veillonis N.Hallé